# Frente doméstica dos Estados Unidos durante a Segunda Guerra Mundial

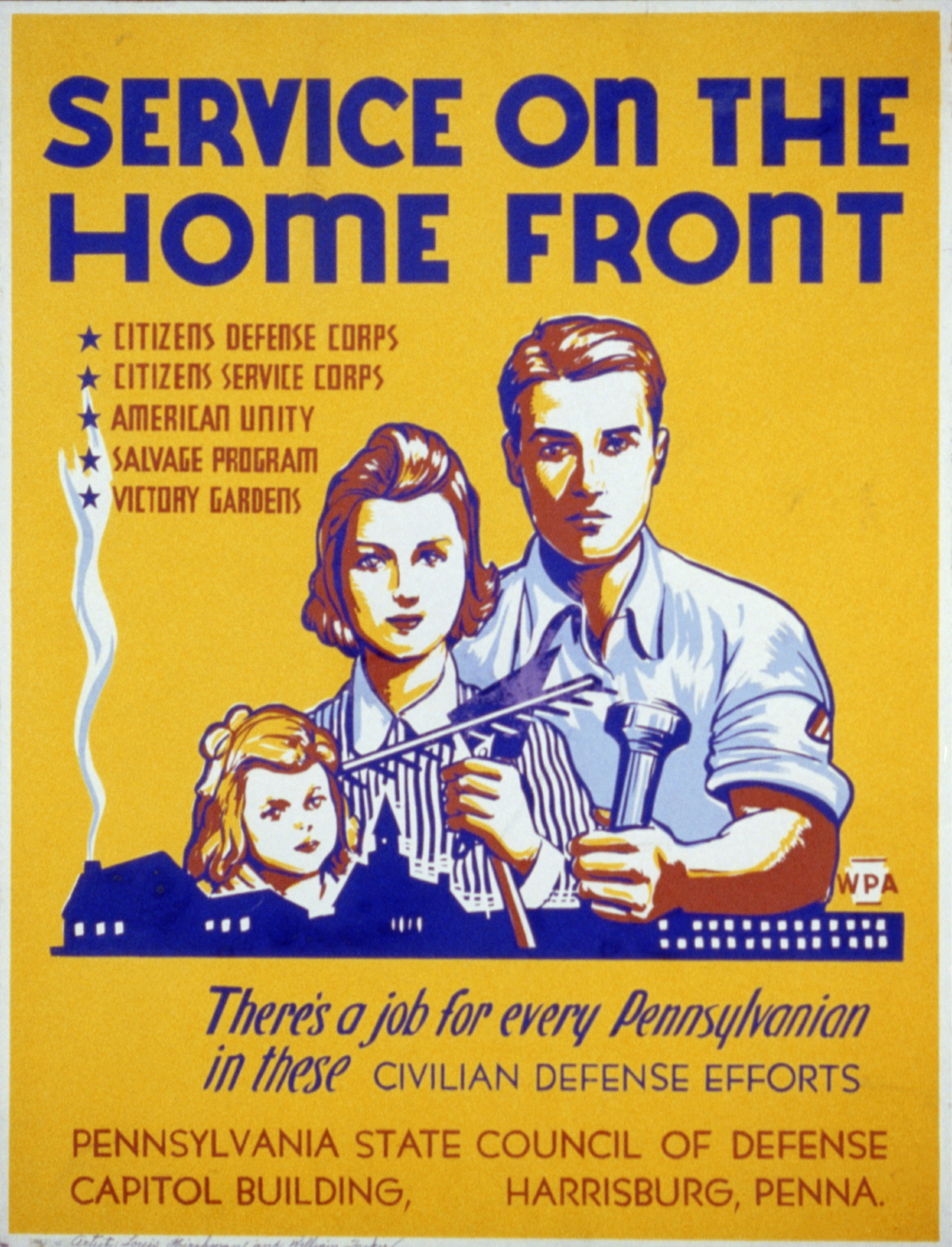
Poster do Service on the home fronte, por Louis Hirshman e William Tasker

A frente doméstica dos Estados Unidos durante a Segunda Guerra Mundial apoiou o esforço de guerra de várias maneiras, incluindo uma ampla gama de esforços voluntários e a submissão ao racionamento administrado pelo governo e aos controles de preços . Houve um sentimento geral de concordância de que os sacrifícios eram para o bem nacional durante a guerra.
O mercado de trabalho mudou radicalmente. Conflitos em tempo de paz relativos a raça e trabalho assumiram uma dimensão especial por causa da pressão pela unidade nacional. A indústria cinematográfica de Hollywood foi importante para a propaganda. Todos os aspectos da vida, da política às economias pessoais, mudaram quando colocados em pé de guerra. Isso foi alcançado por dezenas de milhões de trabalhadores que passaram de empregos de baixa para alta produtividade em centros industriais. Milhões de estudantes, aposentados, donas de casa e desempregados ingressaram na força de trabalho ativa. As horas que tinham para trabalhar aumentaram dramaticamente enquanto o tempo para atividades de lazer diminuiu drasticamente.
Gasolina, carne, roupas e calçados eram rigorosamente racionados. A maioria das famílias recebeu 3 galões de gasolina por semana, o que reduziu drasticamente a condução para qualquer finalidade. A produção da maioria dos bens duráveis, como casas novas, aspiradores de pó e utensílios de cozinha, foi proibida até o fim da guerra. Nas áreas industriais, a oferta de moradias era escassa, pois as pessoas se dobravam e viviam em alojamentos apertados. Preços e salários eram controlados. Os americanos economizaram uma grande parte de sua renda, o que levou a um crescimento renovado após a guerra.

## Trabalho

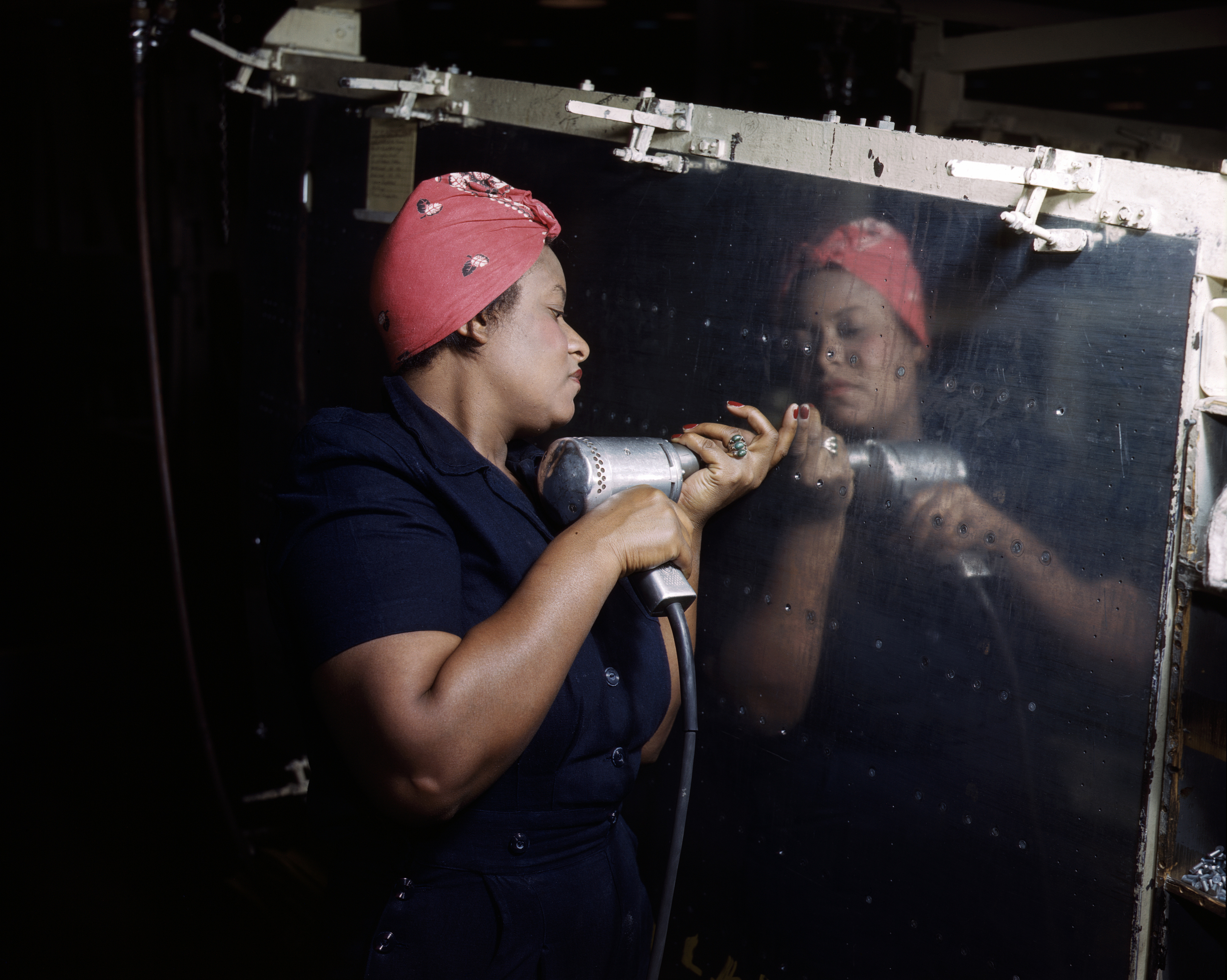
"Rosie the Riveter", trabalhando em um bombardeiro de mergulho A-31 "Vengeance", Tennessee, 1943.

Os problemas de desemprego da Grande Depressão terminaram em grande parte com a mobilização para a guerra. De uma força de trabalho de 54 milhões, o desemprego caiu pela metade de 7,7 milhões na primavera de 1940 (quando as primeiras estatísticas precisas foram compiladas) para 3,4 milhões no outono de 1941 e caiu pela metade novamente para 1,5 milhão no outono de 1942, atingindo um baixa histórica de 700.000 no outono de 1944. Havia uma crescente escassez de mão-de-obra nos centros de guerra, com caminhões de som indo de rua em rua implorando para que as pessoas se candidatassem a empregos de guerra.
A maior produção em tempo de guerra criou milhões de novos empregos, enquanto o recrutamento reduziu o número de jovens disponíveis para empregos civis. A demanda por mão de obra era tão grande que milhões de aposentados, donas de casa e estudantes entraram na força de trabalho, atraídos pelo patriotismo e pelos salários. A escassez de balconistas fez com que os varejistas passassem do atendimento no balcão para o autoatendimento. Com novas balconistas mais baixas substituindo homens mais altos, algumas lojas reduziram as prateleiras para 5 pés 8 inches (1,7 m) . Antes da guerra, a maioria das mercearias, lavanderias, drogarias e lojas de departamento ofereciam serviço de entrega em domicílio. A escassez de mão de obra e o racionamento de gasolina e pneus fizeram com que a maioria dos varejistas interrompesse a entrega. Eles descobriram que exigir que os clientes comprem seus produtos pessoalmente aumentou as vendas.

### Agricultura

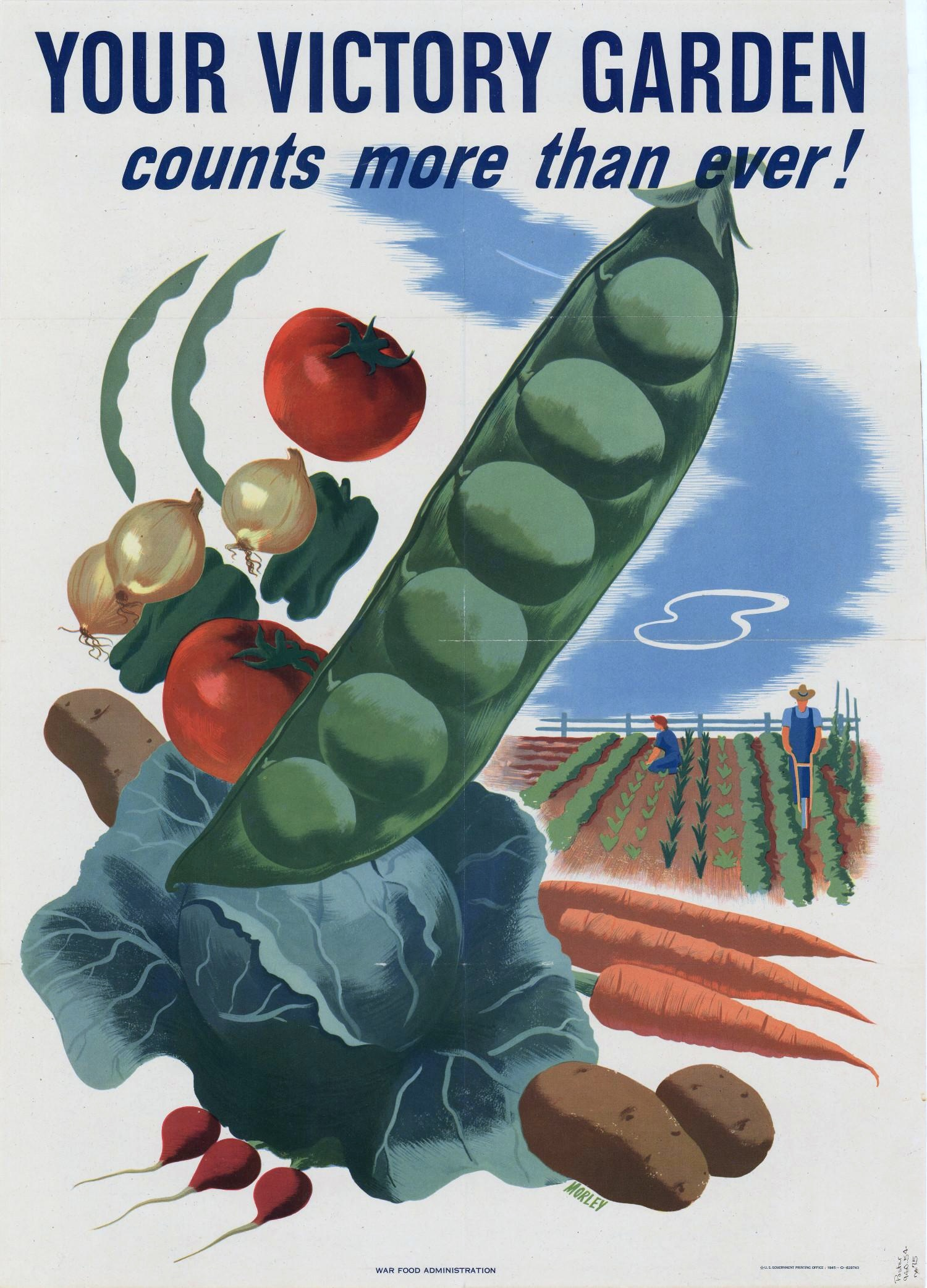
cartaz do jardim da vitória

A escassez de mão-de-obra foi sentida na agricultura, embora a maioria dos agricultores recebesse uma isenção e poucos fossem convocados. Um grande número se ofereceu ou se mudou para as cidades para empregos nas fábricas. Ao mesmo tempo, muitos produtos agrícolas eram mais procurados pelos militares e pelas populações civis dos Aliados. A produção foi incentivada e os preços e mercados estavam sob rígido controle federal. Entre dezembro de 1941 e dezembro de 1942, estimou-se que 1,6 milhão de homens e mulheres deixaram o trabalho agrícola para o serviço militar ou para conseguir empregos com salários mais altos nas indústrias de guerra. Os civis foram incentivados a criar “ jardins da vitória ”, fazendas que muitas vezes eram iniciadas em quintais e lotes. As crianças também foram incentivadas a ajudar nessas fazendas.
O Programa Bracero, um acordo de trabalho binacional entre o México e os EUA, começou em 1942. Cerca de 290.000 Braceros ("braços fortes", em espanhol) foram recrutados e contratados para trabalhar nos campos agrícolas. Metade foi para o Texas e 20% para o noroeste do Pacífico.
Entre 1942 e 1946, cerca de 425.000 prisioneiros de guerra italianos e alemães foram usados como trabalhadores agrícolas, madeireiros e trabalhadores em fábricas de conservas. Em Michigan, por exemplo, os prisioneiros de guerra responderam por mais de um terço da produção agrícola e processamento de alimentos do estado em 1944.

### Crianças
Para ajudar na necessidade de uma fonte maior de alimentos, a nação procurou crianças em idade escolar para ajudar nas fazendas. As escolas costumavam ter um jardim da vitória em estacionamentos vazios e nos telhados. As crianças ajudariam nessas fazendas para ajudar no esforço de guerra. O slogan "Cresça você mesmo, faça você mesmo" também influenciou as crianças a ajudarem em casa.

### Adolescentes

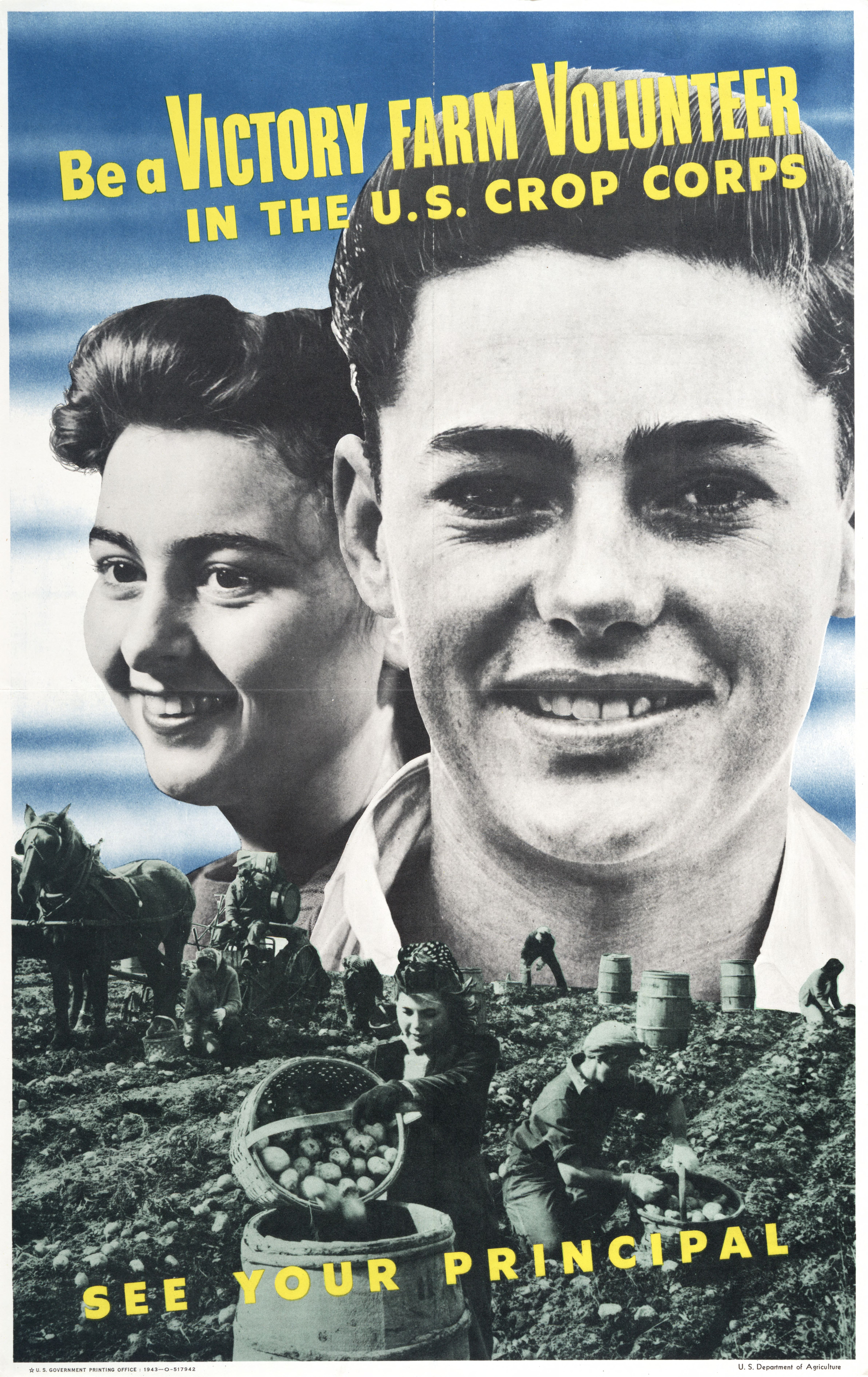
Cartaz de recrutamento para os Voluntários da Fazenda Vitória, 1943.

Com a necessidade cada vez maior da guerra por homens fisicamente aptos consumindo a força de trabalho da América no início dos anos 1940, a indústria voltou-se para meninos e meninas adolescentes para substituí-los. Consequentemente, muitos estados tiveram que mudar suas leis de trabalho infantil para permitir que esses adolescentes trabalhassem. As atrações do patriotismo, da idade adulta e do dinheiro levaram muitos jovens a abandonar a escola e aceitar um emprego na defesa. Entre 1940 e 1944, o número de trabalhadores adolescentes triplicou de 870.000 em 1940 para 2,8 milhões em 1944, enquanto o número de alunos em escolas secundárias públicas caiu de 6,6 milhões em 1940 para 5,6 milhões em 1944, cerca de um milhão de alunos - e muitos professores - conseguiu empregos. Os formuladores de políticas não queriam que os alunos do ensino médio desistissem. Agências governamentais, pais, administrações escolares e empregadores cooperariam em "Drives Go-to-School" locais para incentivar os alunos do ensino médio a permanecer, seja em período parcial ou integral.
Os voluntários da Victory Farm sob o US Crop Corps aceitaram adolescentes de 14 a 18 anos para trabalhar em empregos agrícolas. No entanto, alguns estados reduziram seu limite de idade, sendo o mais novo 9. No auge do programa em 1944, haveria 903.794 voluntários, o que o tornava maior do que a quantidade do Exército Feminino da Terra, trabalhadores migrantes estrangeiros e a quantidade de prisioneiros de guerra que eram trabalhadores. Esses voluntários eram principalmente das cidades e áreas urbanas. Os voluntários trabalharam principalmente por três meses no verão e por um quarto se as escolas secundárias decidissem adiar as datas de início. Para participar, um voluntário precisava do consentimento de seu(s) pai(s)/responsável(eis). Havia três tipos de ambientes de trabalho para os voluntários. O mais comum (80% dos voluntários) envolveu o transporte diário para o local de trabalho em ônibus ou caminhões agrícolas e o retorno para casa à noite. Outro programa envolvia onde os voluntários viviam com famílias de agricultores e trabalhavam ao lado deles com cerca de 1 em 5 fazendo isso. Também havia acampamentos que não eram muito comuns, pois apenas 4% de todos os voluntários do VFV viveram lá entre 1943 e 1945.

### Sindicatos

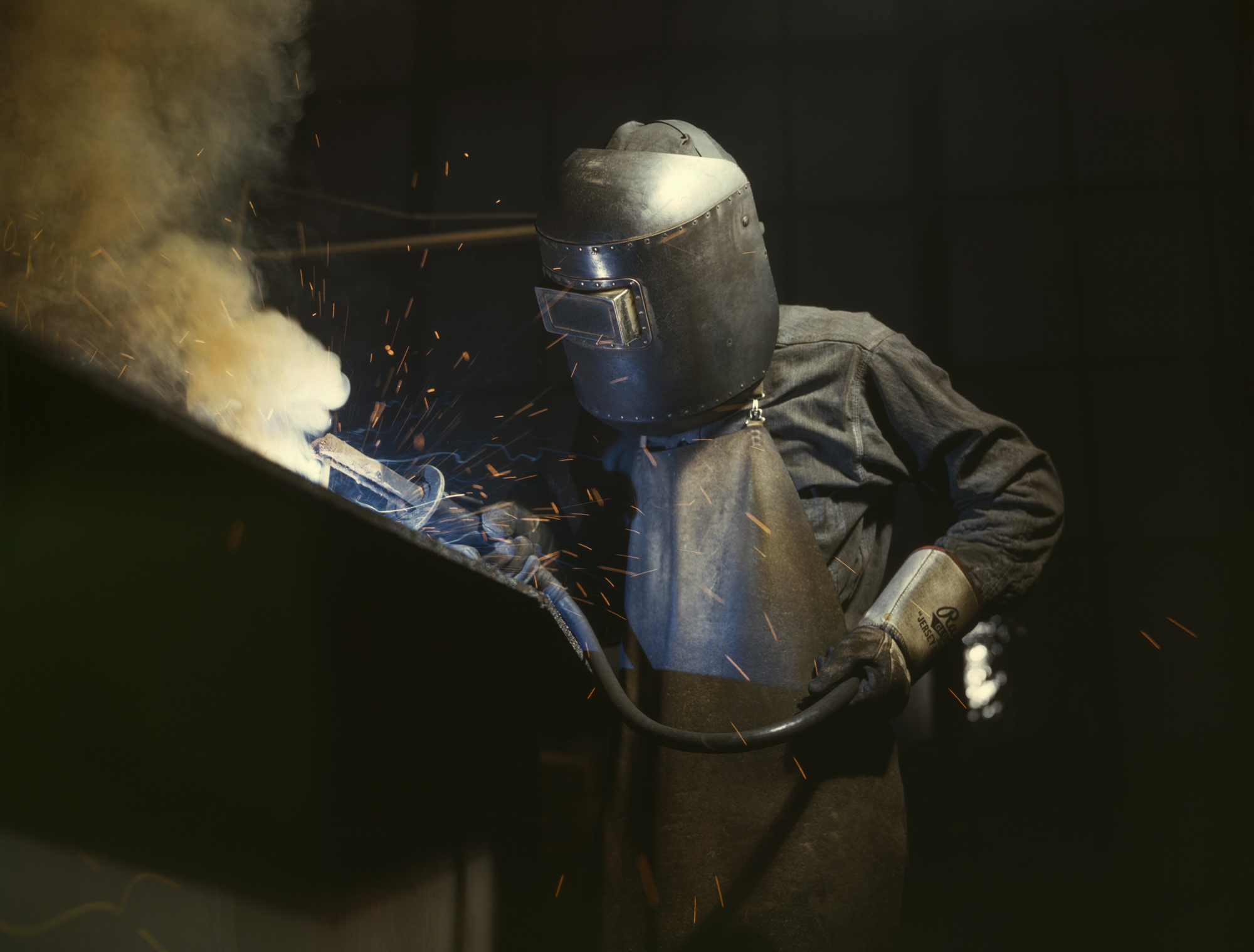
Soldador fazendo caldeiras para um navio, Combustion Engineering Co., Chattanooga, Tennessee. junho de 1942.

A mobilização de guerra mudou o relacionamento do Congresso de Organizações Industriais (CIO) tanto com os empregadores quanto com o governo nacional. Tanto o CIO quanto a maior Federação Americana do Trabalho (AFL) cresceram rapidamente nos anos de guerra.
Quase todos os sindicatos que pertenciam ao CIO apoiavam totalmente tanto o esforço de guerra quanto o governo Roosevelt. No entanto, o United Mine Workers, que assumiu uma posição isolacionista nos anos que antecederam a guerra e se opôs à reeleição de Roosevelt em 1940, deixou o CIO em 1942. Os principais sindicatos apoiaram uma promessa de não greve durante a guerra que visava eliminar não apenas as grandes greves por novos contratos, mas também as inúmeras pequenas greves convocadas por delegados sindicais e lideranças sindicais locais para protestar contra queixas específicas. Em troca da promessa de não greve dos trabalhadores, o governo ofereceu arbitragem para determinar os salários e outros termos de novos contratos. Esses procedimentos produziram aumentos salariais modestos durante os primeiros anos da guerra, mas não o suficiente para acompanhar a inflação, especialmente quando combinados com a lentidão da máquina de arbitragem.

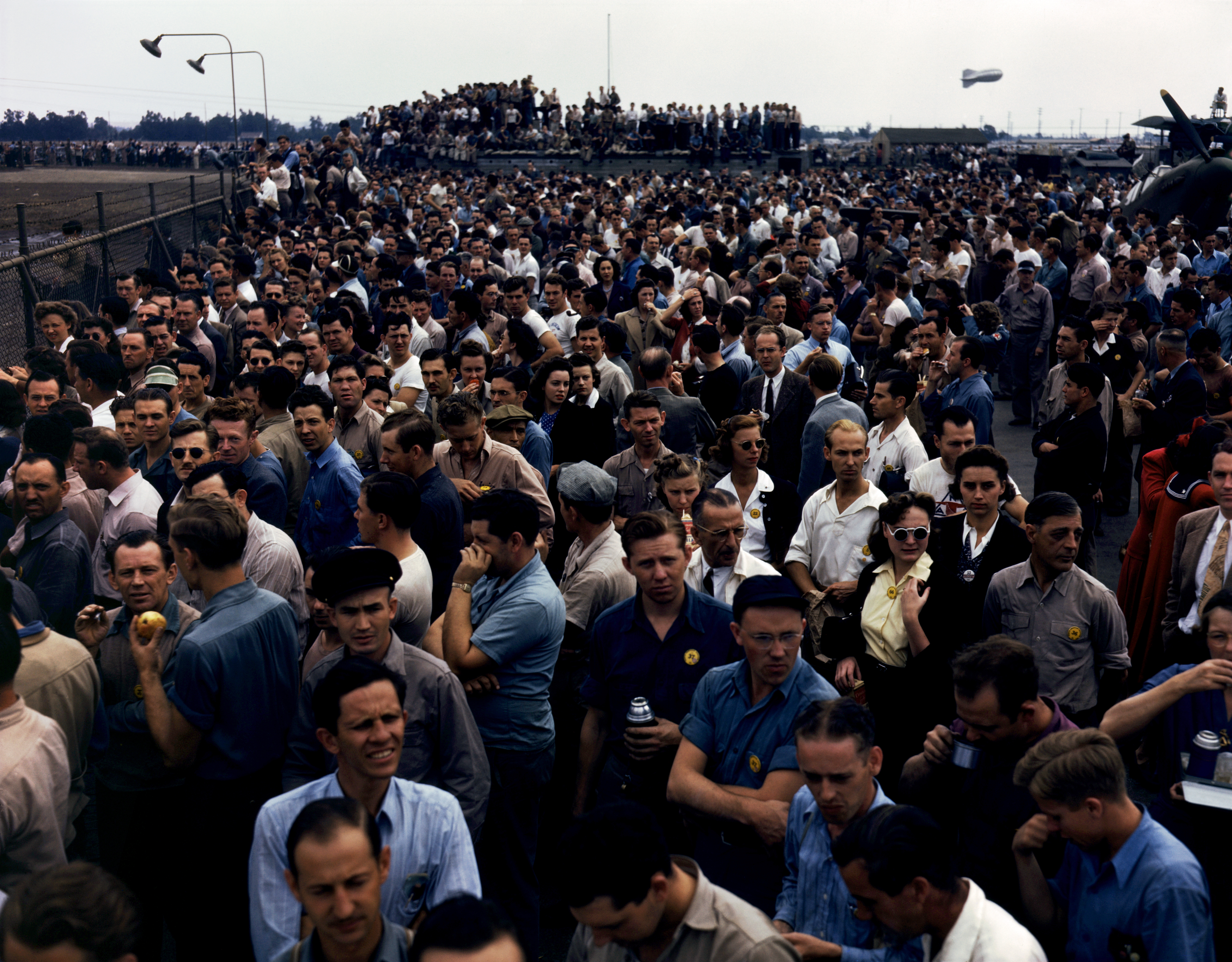
Trabalhadores da Consolidated Aircraft, Fort Worth, Texas, 1942.

Embora as reclamações dos sindicalistas sobre a promessa de não greve se tornassem mais altas e mais amargas, o CIO não a abandonou. Os Mineiros, por outro lado, que não pertenciam nem à AFL nem ao CIO durante grande parte da guerra, ameaçaram com inúmeras greves, incluindo uma bem-sucedida greve de doze dias em 1943. As greves e ameaças fizeram do líder da mina, John L. Lewis, um homem muito odiado e levaram a uma legislação hostil aos sindicatos.
Todos os principais sindicatos ficaram mais fortes durante a guerra. O governo pressionou os empregadores a reconhecer os sindicatos para evitar o tipo de luta turbulenta sobre o reconhecimento sindical da década de 1930, enquanto os sindicatos geralmente conseguiam obter a manutenção das cláusulas de filiação, uma forma de segurança sindical, por meio de arbitragem e negociação. Os empregadores deram aos trabalhadores novos benefícios não tributados (como férias, pensões e seguro saúde), que aumentaram a renda real mesmo quando os salários foram congelados. O diferencial salarial entre trabalhadores mais qualificados e menos qualificados diminuiu, e com o enorme aumento de horas extras para trabalhadores assalariados de colarinho azul (com hora e meia de salário), a renda nas famílias da classe trabalhadora disparou, enquanto a classe média assalariada terreno perdido. A greve dos sindicatos locais, também tendia a acelerar a tendência à burocracia dentro dos sindicatos maiores de CIO. Alguns, como os Steelworkers, sempre foram organizações centralizadas nas quais a autoridade para as decisões principais residia no topo. O UAW, por outro lado, sempre foi uma organização mais popular, mas também começou a tentar controlar sua liderança local independente durante esses anos. O CIO também teve que enfrentar profundas divisões raciais entre seus membros, particularmente nas fábricas do UAW em Detroit, onde trabalhadores brancos às vezes faziam greve para protestar contra a promoção de trabalhadores negros para empregos na produção, mas também em estaleiros no Alabama, transporte público na Filadélfia e siderurgia. fábricas em Baltimore. A liderança do CIO, particularmente aqueles em sindicatos mais à esquerda, como Packinghouse Workers, UAW, NMU e Transport Workers, empreendeu sérios esforços para suprimir greves de ódio, educar seus membros e apoiar os esforços provisórios do governo Roosevelt para remediar discriminação racial nas indústrias de guerra através da Fair Employment Practices Commission . Esses sindicatos contrastaram seu ataque relativamente ousado ao problema com a AFL..
Os sindicatos do CIO foram progressistas ao lidar com a discriminação de gênero na indústria do tempo de guerra, que agora empregava muito mais trabalhadoras em empregos não tradicionais. Os sindicatos que representavam um grande número de mulheres trabalhadoras antes da guerra, como o UE (eletricistas) e o Food and Tobacco Workers, tinham um histórico bastante bom de luta contra a discriminação contra as mulheres. A maioria dos líderes sindicais via as mulheres como substitutas temporárias dos homens nas forças armadas durante a guerra. Os salários dessas mulheres precisavam ser mantidos altos para que os veteranos recebessem altos salários.

## O Sul em tempos de guerra
A guerra marcou uma época de mudanças dramáticas no sul pobre e fortemente rural, à medida que novas indústrias e bases militares foram desenvolvidas pelo governo federal, fornecendo capital e infraestrutura extremamente necessários em muitas regiões. Pessoas de todas as partes dos EUA vieram para o Sul para treinamento militar e trabalho nas muitas bases e novas indústrias da região. Durante e após a guerra, milhões de fazendeiros pobres, brancos e negros, trocaram a agricultura por empregos urbanos.
Os Estados Unidos começaram a se mobilizar para a guerra de forma importante na primavera de 1940. O clima quente e ensolarado do Sul provou ser ideal para a construção de 60 por cento dos novos campos de treinamento do Exército e quase metade dos novos aeródromos. Ao todo, 40 por cento dos gastos em novas instalações militares foram para o Sul. Por exemplo, a sonolenta Starke, Flórida, uma cidade de 1.500 habitantes em 1940, tornou-se a base de Camp Blanding . Em março de 1941, 20.000 homens estavam construindo um acampamento permanente para 60.000 soldados. O dinheiro fluiu livremente para o esforço de guerra, já que mais de US$ 4 bilhões foram para instalações militares no Sul e outros US$ 5 bilhões para fábricas de defesa. Grandes estaleiros foram construídos na Virgínia, Charleston e ao longo da Costa do Golfo. Enormes fábricas de aviões de guerra foram abertas em Dallas-Fort Worth e na Geórgia. A operação mais secreta e cara foi em Oak Ridge, Tennessee, onde quantidades ilimitadas de eletricidade gerada localmente foram usadas para preparar urânio para a bomba atômica. O número de trabalhadores da produção dobrou durante a guerra. A maioria dos centros de treinamento, fábricas e estaleiros foram fechados em 1945 e as famílias que deixaram fazendas miseráveis muitas vezes permaneceram para encontrar empregos no sul urbano. A região havia finalmente alcançado a fase de decolagem do crescimento industrial e comercial, embora seus níveis de renda e salários estivessem bem abaixo da média nacional. No entanto, como observa George B. Tindall, a transformação foi "a demonstração do potencial industrial, novos hábitos mentais e o reconhecimento de que a industrialização exigia serviços comunitários".

## Propaganda e cultura

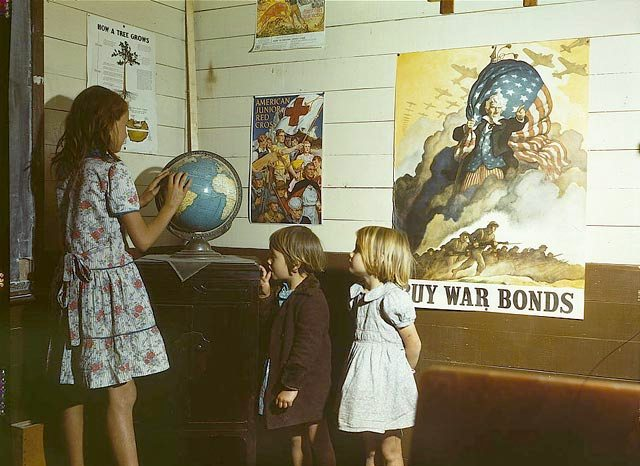
Crianças de uma escola rural em frente a cartazes de residências no Condado de San Augustine, Texas. 1943

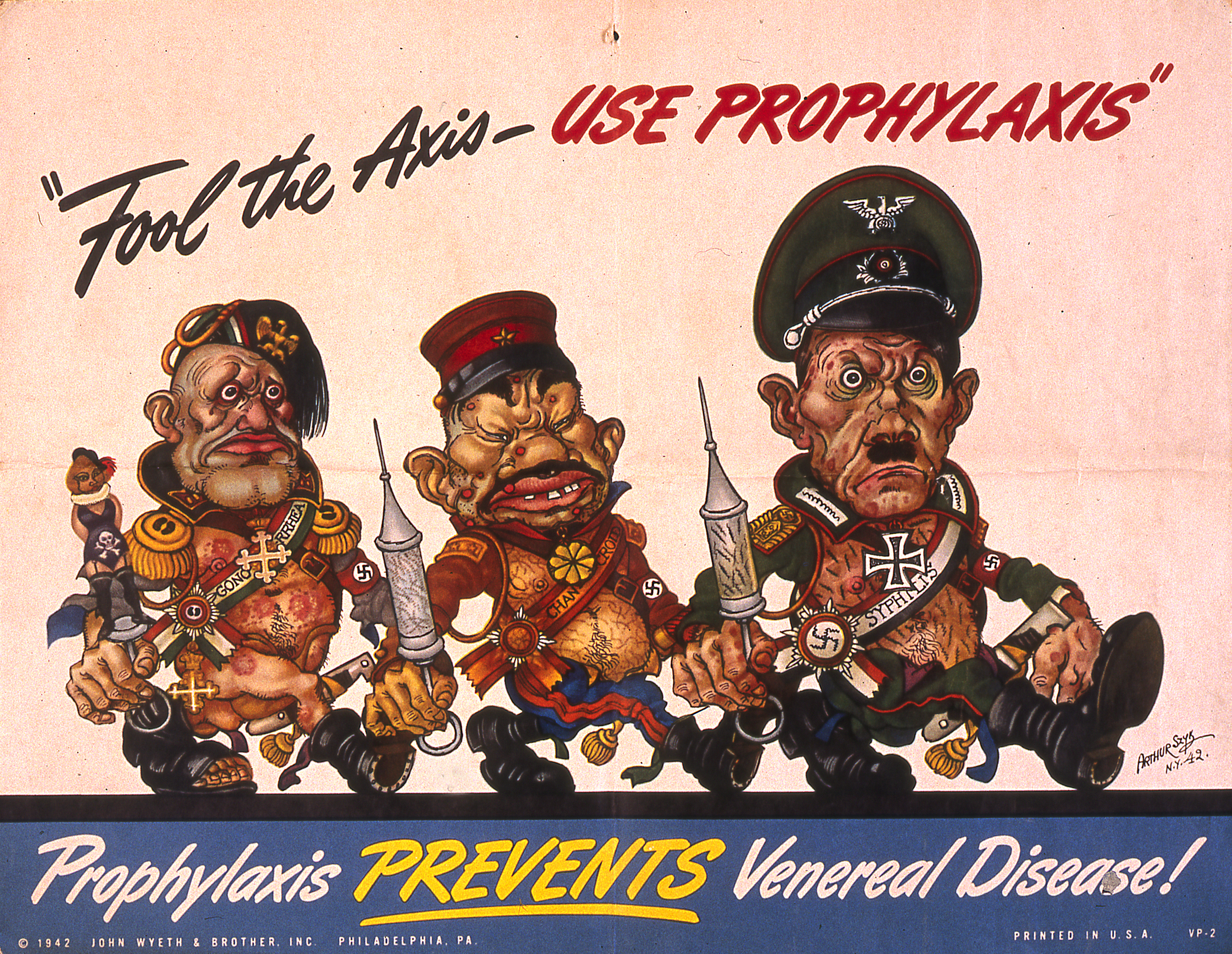
Engane o pôster da Profilaxia de Uso do Eixo. 1942, Filadélfia

O patriotismo tornou-se o tema central da publicidade durante a guerra, à medida que campanhas em larga escala foram lançadas para vender bônus de guerra, promover a eficiência nas fábricas, reduzir boatos feios e manter o moral civil. A guerra consolidou o papel da indústria publicitária na sociedade americana, desviando as críticas anteriores. A mídia cooperou com o governo federal na apresentação da visão oficial da guerra. Todos os roteiros de filmes tiveram que ser pré-aprovados. Por exemplo, havia rumores generalizados no Exército de que as pessoas na frente interna estavam relaxando. Um desenho animado do filme Private SNAFU (lançado apenas para soldados) desmentiu esse boato. Tin Pan Alley produziu canções patrióticas para reunir o povo.

### Pôsteres
Os cartazes ajudaram a mobilizar a nação. Barato, acessível e sempre presente, o cartaz era um agente ideal para tornar os objetivos da guerra a missão pessoal de cada cidadão. Agências governamentais, empresas e organizações privadas publicaram uma série de imagens de pôsteres ligando a frente militar à frente doméstica – conclamando todos os americanos a aumentar a produção no trabalho e em casa. Alguns recorreram a caricaturas raciais e étnicas extremas do inimigo, às vezes como personagens de desenho animado desesperadamente atrapalhados, às vezes como criaturas perversas e meio-humanas.

## Ataques em solo americano
Embora as potências do Eixo nunca tenham lançado uma invasão em grande escala dos Estados Unidos, houve ataques e atos de sabotagem em solo americano.
- 7 de dezembro de 1941 - Ataque a Pearl Harbor, um ataque surpresa que matou quase 2.500 pessoas no então território incorporado do Havaí que fez com que os EUA entrassem na guerra no dia seguinte.
- Janeiro-agosto de 1942 - Second Happy Time, submarinos alemães enfrentaram navios americanos na costa leste dos Estados Unidos.
- 23 de fevereiro de 1942 - Bombardeio de Ellwood, um ataque submarino japonês na Califórnia.
- Ataques a navios da Califórnia por submarinos japoneses
- 4 de março de 1942 - Operação K, um reconhecimento japonês sobre Pearl Harbor após o ataque de 7 de dezembro de 1941.
- 3 de junho de 1942 - 15 de agosto de 1943 - Campanha das Ilhas Aleutas, a batalha pelo então território incorporado do Alasca.
- 21 a 22 de junho de 1942 - Bombardeio de Fort Stevens, o segundo ataque a uma base militar dos EUA nos EUA continental na Segunda Guerra Mundial.
- 9 de setembro de 1942 e 29 de setembro de 1942 - Lookout Air Raids, o único ataque de aeronaves inimigas nos EUA contíguos e o segundo ataque de aeronaves inimigas no continente americano na Segunda Guerra Mundial.
- Novembro de 1944 a abril de 1945 - bombas de balão Fu-Go, mais de 9.300 delas foram lançadas pelo Japão através do Oceano Pacífico em direção aos EUA para iniciar incêndios florestais. Em 5 de maio de 1945, seis civis americanos foram mortos em Oregon quando tropeçaram em uma bomba e ela explodiu, as únicas mortes ocorridas nos EUA como resultado de um ataque de balão inimigo durante a Segunda Guerra Mundial.

### pesquisas
- Adams, Michael CC A Melhor Guerra de Todas: América e a Segunda Guerra Mundial (1993); contém bibliografia detalhada
- BLUM, John Morton. V foi para a vitória: política e cultura americana durante a Segunda Guerra Mundial (1995); edição original (1976)
- Casdorph, Paul D. Deixe os bons tempos rolarem: a vida em casa na América durante a Segunda Guerra Mundial (1989)
- Jeffries, John W. Wartime America: The World War II Home Front (1996) online .

- Kennedy, David M. Liberdade do medo: o povo americano na depressão e na guerra, 1929-1945. (2001) busca de trechos e textos ; uma grande pesquisa acadêmica da época
- Kennet, Lee.Pela duração: os Estados Unidos vão à guerra, Pearl Harbor — 1942 (1985), cobre os primeiros seis meses.
- Lingeman, Richard R. Você não sabe que há uma guerra? The American Home Front, 1941–1945 (1970), história popular
- PERRET, Geoffrey. Dias de tristeza, anos de triunfo: o povo americano, 1939–1945 (1973), história popular.

- Polenberg, Richard. Guerra e Sociedade: Estados Unidos, 1941-1945 (1980)
- Smith, Gaddis. Diplomacia americana durante a Segunda Guerra Mundial, 1941-1945 (1965) online
- Sparrow, James T. Estado de guerra: os americanos da Segunda Guerra Mundial e a era do governo grande (Oxford UP, 2011).
- Tindall, George B. O surgimento do novo Sul, 1913-1945 (1967) online grátis para empréstimo pp 687=732.
- Tito, James, ed. The Home Front and War in the Twentieth Century: The American Experience in Comparative Perspective (1984) ensaios de estudiosos. grátis online
- Winkler, Allan M. Home Front EUA: América durante a Segunda Guerra Mundial (3ª ed. 2012). breve pesquisa

#### Enciclopédias
- Ciment, James D. e Thaddeus Russell, eds. The Home Front Encyclopedia: Estados Unidos, Grã-Bretanha e Canadá nas Guerras Mundiais I e II (3 vol 2006)
- Frank, Lisa Tendrich. Uma enciclopédia de mulheres americanas na guerra: da frente doméstica aos campos de batalha (2013)
- Resch, John Phillips e D'Ann Campbell eds. Americans at War: Society, Culture, and the Homefront (vol 3 2004)

- Shearer, Benjamin F. ed. Home Front Heroes: A Biographical Dictionary of Americans during Wartime (3 vol. 2006)
- 10 anos agitados: 1937-1946 4 vol. Encyclopædia Britannica, 1947. Enciclopédia altamente detalhada de eventos online grátis

### Economia e trabalho
- Aruga, Natsuki. "'An' Finish School': Trabalho Infantil durante a Segunda Guerra Mundial" Labour History 29 (1988): 498-530. DOI: 10.1080/00236568800890331.
- CAMPBELL, D'Ann. 'Sisterhood versus the Brotherhoods: Women in Unions' in Campbell, Women at War with America (1984) pp. 139–62
- Dubofsky, Melvyn e Warren Van Tempo John L. Lewis (1986). Biografia do chefe do sindicato dos mineiros de carvão
- Campbell, W. Glenn, ed. Economia da mobilização e da guerra (1952) online
- Paulo Evans. 'Os efeitos do controle geral de preços nos Estados Unidos durante a Segunda Guerra Mundial.' Journal of Political Economy 90 (1983): 944-66. um estudo estatístico em JSTOR

- Feagin, Joe R. e Kelly Riddell. 'O Estado, o capitalismo e a Segunda Guerra Mundial: o caso dos Estados Unidos.' Forças Armadas e Sociedade (1990) 17#1 pp. 53–79.
- Flynn, George Q. A Bagunça em Washington: Mobilização de Mão de Obra na Segunda Guerra Mundial (1979) * Fraser, Steve. O trabalho governará: Sidney Hillman e a ascensão do trabalho americano (1993). líder do CIO
- Hall, Martha L. et al., "Vestido de guerra das mulheres americanas: ambigüidade sociocultural em relação aos papéis das mulheres durante a Segunda Guerra Mundial", Journal of American Culture 38 (setembro de 2015), 234–42.
- Harrison, Marcos. 'Mobilização de Recursos para a Segunda Guerra Mundial: EUA, Reino Unido, URSS e Alemanha, 1938-1945.' Economic History Review 41 (1988): 171-92. em JSTOR
- Herman, Artur. Freedom's Forge: Como os negócios americanos produziram a vitória na Segunda Guerra Mundial (Random House, 2012) 413 pp.
- Hyde, Charles K. Arsenal of Democracy: The American Automobile Industry in World War II (Wayne State University Press; 2013) 264 páginas
- Jacobs, Meg. '"Que tal um pouco de carne?" : The Office of Price Administration, Consumption Politics, and State Building from the Bottom Up, 1941-1946,' Journal of American History 84#3 (1997), pp. 910–941 em JSTOR
- Jensen, Richard J. "As causas e curas do desemprego na Grande Depressão." Journal of Interdisciplinary History 19.4 (1989): 553-583. on-line
- Kersten, Andrew E. Home front do Trabalho: a Federação Americana do Trabalho durante a Segunda Guerra Mundial (NYU Press, 2006).

- Klein, Mauri. A Call to Arms: Mobilizando a América para a Segunda Guerra Mundial (2013).
- LICHTENSTEIN, Nelson. Guerra do Trabalho em casa: O CIO na Segunda Guerra Mundial (Temple University Press, 2003).
- LIPSIZ, George. Rainbow at Midnight: Trabalho e Cultura na década de 1940 (1994) trecho

- Maine, Rachel. 'Alocação de Recursos Têxteis e Vestuário em Tempo de Guerra: Política de Emergência no Século XX.' Historiador Público (1985) 7#1 pp. 29–51.
- Mills, Geoffrey e Hugh Rockoff. "Conformidade com os controles de preços nos Estados Unidos e no Reino Unido durante a Segunda Guerra Mundial," Journal of Economic History 47#1 (1987): 197-213. em JSTOR
- Myers, Margaret G. História Financeira dos Estados Unidos (1970). páginas 343–64. on-line
- Reagan, Patrick D. 'O imposto retido na fonte, Beardsley Ruml e a política pública americana moderna.' Prólogo 24 (1992): 19-31.
- Rockof, Hugh. "A Resposta das Corporações Gigantes aos Controles de Salários e Preços na Segunda Guerra Mundial." Journal of Economic History (1981) 41#1 pp. 123–28. em JSTOR
- Romer, Christina D. 'O que acabou com a Grande Depressão?' Journal of Economic History 52 (1992): 757-84. em JSTOR
- SEIDMAN, Joel. Trabalho americano da defesa à reconversão (1953)

- Simmons, Dean. Espadas em arados: campos de prisioneiros de guerra de Minnesota durante a Segunda Guerra Mundial . (2000).ISBN 978-0-9669001-0-1ISBN 978-0-9669001-0-1 .
- Sosna, Morton e James C. Cobb, Remaking Dixie: The Impact of World War II on the American South (UP of Mississippi, 1997).
- Tuttle, William M. Jr. 'O Nascimento de uma Indústria: A 'Confusão' da Borracha Sintética na Segunda Guerra Mundial.' Technology and Culture 22 (1981): 35-67. em JSTOR
- Wilcox, Walter W. O Fazendeiro na Segunda Guerra Mundial. (1947) on-line
- Wilson, Mark R. Criação Destrutiva: Negócios Americanos e a Vitória da Segunda Guerra Mundial (2016) revisão online .

### Rascunho
- Bennett, Scott H., ed. Army GI, Pacifist CO: The World War II Letters of Frank and Albert Dietrich (New York: Fordham Univ. Imprensa, 2005).
- Blum, Albert A. Elaborado ou Adiado: Práticas Passadas e Presentes Ann Arbor: Bureau of Industrial Relations, Graduate School of Business Administration, University of Michigan, 1967.
- Flynn George Q. 'Medicina americana e serviço seletivo na Segunda Guerra Mundial.' Jornal da História da Medicina e Ciências Aliadas 42 (1987): 305-26.
- Flynn George Q. The Draft, 1940-1973 (1993) trecho e pesquisa de texto

### Família, gênero e minorias
- Bailey, Beth e David Farber; 'The "Double-V" Campaign in World War II Hawaii: African Americans, Racial Ideology, and Federal Power, Journal of Social History Volume: 26. Edição: 4. 1993. pp. 817+.
- CAMPBELL, D'Ann. Mulheres em guerra com a América (1984)
- Daniel, Cleto. Trabalhadores chicanos e a política de justiça: a FEPC no sudoeste, 1941-1945 University of Texas Press, 1991
- Collins, William J. 'Race, Roosevelt, and Wartime Production: Fair Employment in World War II Labour Markets,' American Economic Review 91:1 (março de 2001), pp. 272–286. em JSTOR
- Costello, John. Virtue Under Fire: Como a Segunda Guerra Mundial mudou nossas atitudes sociais e sexuais (1986), Estados Unidos e Grã-Bretanha
- Escobedo, Elizabeth. De macacões a ternos zoot: a vida das mulheres mexicanas-americanas na frente doméstica da Segunda Guerra Mundial (2013)
- Finkle, Lee. 'The Conservative Aims of Militant Rhetoric: Black Protest during World War II,' Journal of American History (1973) 60#3 pp. 692–713 em JSTOR
- Hall, Martha L. et al., "Vestido de guerra das mulheres americanas: ambigüidade sociocultural em relação aos papéis das mulheres durante a Segunda Guerra Mundial", Journal of American Culture 38 (setembro de 2015), 234–42.
- Hartmann, Susan M. Home Front and Beyond: American Women in the 40s (1982)
- Krider, Daniel. Arsenal dividido: raça e o estado americano durante a Segunda Guerra Mundial (2001)
- Kuhn, Clifford M., "'Estava muito longe de ser perfeito, mas estava funcionando': as iniciativas de produção caseira e enlatada em Green County, Geórgia, 1940–1942," Agricultural History (2012) 86#1 pp. 68–90. nos jardins da vitória
- Lees, Lorraine M. 'Segurança nacional e etnicidade: visões contrastantes durante a Segunda Guerra Mundial.' História Diplomática 11 (1987): 113-25.
- Myrdal, Gunnar. An American Dilemma: The Negro Problem and Modern Democracy (1944), famoso clássico
- Ossian, Lisa L. A Geração Esquecida: Crianças Americanas e a Segunda Guerra Mundial (University of Missouri Press; 2011) 192 páginas; experiências das crianças na escola, no lazer, no trabalho e em casa.
- Tuttle Jr. William M.; O Papai Foi à Guerra: A Segunda Guerra Mundial na Vida das Crianças da América Oxford University Press, 1995; revisão on-line
- Records of the Women's Bureau (1997), pequeno ensaio sobre as mulheres no trabalho
- Ward, Barbara McLean, ed., Produce and Conserve, Share and Play Square: The Grocer and the Consumer on the Home-Front Battlefield during World War II, Portsmouth, NH: Strawbery Banke Museum
- Pfau, Ann Elizabeth. Miss Yourlovin: soldados, gênero e domesticidade durante a Segunda Guerra Mundial (Columbia UP. 2008) online

### Política
- Burns, James MacGregor. Roosevelt: Soldado da Liberdade (1970), vol 2 cobre os anos de guerra.
- Goodwin, Doris Kearns. No Ordinary Time: Franklin e Eleanor Roosevelt: The Home Front na Segunda Guerra Mundial (1995)
- Graham, Otis L. e Meghan Robinson Wander, eds. Franklin D. Roosevelt: Sua Vida e Tempos. (1985). enciclopédia
- Ganchos Gregory. O Complexo Militar-Industrial: Batalha da Segunda Guerra Mundial da Potomac University of Illinois Press, 1991.
- Jeffries John W. 'O "novo" New Deal: FDR e o liberalismo americano, 1937-1945.' Political Science Quarterly (1990): 397-418. em JSTOR
- Leff Mark H. 'A Política do Sacrifício na Frente Interna Americana na Segunda Guerra Mundial', Journal of American History 77 (1991): 1296-1318. em JSTOR
- Patterson, James T. Mr. Republican: A Biography of Robert A. Taft (1972)
- Steele Richard W. 'O Grande Debate: Roosevelt, a mídia e a chegada da guerra, 1940-1941.' Journal of American History 71 (1994): 69-92. em JSTOR
- Jovens, Nancy Beck. Por que lutamos: o Congresso e a política da Segunda Guerra Mundial (University Press of Kansas; 2013) 366 páginas; uma pesquisa abrangente